# Liste der Länderspiele der grönländischen Frauen-Handballnationalmannschaft
Die Liste der Länderspiele der grönländischen Frauen-Handballnationalmannschaft enthält alle Länderspiele der grönländischen Frauen-Nationalmannschaft im Hallenhandball seit dem Beitritt von Grønlands Håndbold Forbund zur Internationalen Handballföderation (IHF) im Jahr 1998. Größter Erfolg der Mannschaft war die Teilnahme an der Weltmeisterschaft 2001.

## Liste der Spiele seit 1998
| Nr. | Datum         | Gegner                  | Ergebnis      | Spielort      | Anlass                       | Bemerkungen                                         | Beleg |
| --- | ------------- | ----------------------- | ------------- | ------------- | ---------------------------- | --------------------------------------------------- | ----- |
| 1   | 27. Dez. 1998 | Island                  | 16:37 (7:20)  | Seltjarnarnes | Freundschaftsspiel           | Erstes Länderspiel seit dem Beitritt zum IHF        | [ 1 ] |
| 2   | 30. März 1999 | Uruguay                 | 8:15 (4:7)    | Buenos Aires  | Panamerikameisterschaft 1999 |                                                     | [ 1 ] |
| 3   | 31. März 1999 | Argentinien             | 17:31 (9:16)  | Buenos Aires  | Panamerikameisterschaft 1999 |                                                     | [ 1 ] |
| 4   | 1. Apr. 1999  | Brasilien               | 17:24 (10:10) | Buenos Aires  | Panamerikameisterschaft 1999 |                                                     | [ 1 ] |
| 5   | 2. Apr. 1999  | Kuba                    | 21:22 (9:15)  | Buenos Aires  | Panamerikameisterschaft 1999 |                                                     | [ 1 ] |
| 6   | 3. Apr. 1999  | Kolumbien               | 39:18 (19:8)  | Buenos Aires  | Panamerikameisterschaft 1999 | Grönland erreicht den 5. Platz unter 6 Teilnehmern  | [ 1 ] |
| 7   | 31. Okt. 2000 | Brasilien               | 20:42 (9:20)  | Aracaju       | Panamerikameisterschaft 2000 |                                                     | [ 1 ] |
| 8   | 1. Nov. 2000  | Argentinien             | 20:17 (11:10) | Aracaju       | Panamerikameisterschaft 2000 |                                                     | [ 1 ] |
| 9   | 2. Nov. 2000  | Mexiko                  | 27:26 (15:11) | Aracaju       | Panamerikameisterschaft 2000 |                                                     | [ 1 ] |
| 10  | 4. Nov. 2000  | Kolumbien               | 31:8 (19:1)   | Aracaju       | Panamerikameisterschaft 2000 |                                                     | [ 1 ] |
| 11  | 5. Nov. 2000  | Uruguay                 | 25:27 (13:15) | Aracaju       | Panamerikameisterschaft 2000 | Grönland erreicht den 3. Platz unter 6 Teilnehmern  | [ 1 ] |
| 12  | 4. Dez. 2001  | BR Jugoslawien          | 13:35 (5:19)  | Brixen        | Weltmeisterschaft 2001       |                                                     | [ 1 ] |
| 13  | 5. Dez. 2001  | Südkorea                | 12:27 (5:15)  | Brixen        | Weltmeisterschaft 2001       |                                                     | [ 1 ] |
| 14  | 6. Dez. 2001  | Russland                | 13:29 (4:15)  | Brixen        | Weltmeisterschaft 2001       |                                                     | [ 1 ] |
| 15  | 8. Dez. 2001  | Japan                   | 19:27 (12:11) | Brixen        | Weltmeisterschaft 2001       |                                                     | [ 1 ] |
| 16  | 9. Dez. 2001  | Österreich              | 20:34 (6:17)  | Brixen        | Weltmeisterschaft 2001       | Grönland erreicht den 24. und letzten Platz         | [ 1 ] |
| 17  | 30. März 2015 | Vereinigte Staaten      | 26:26 (15:15) | Salinas       | Nor.Ca.-Meisterschaft 2015   | Erstes Länderspiel nach mehr als 14 Jahren          | [ 3 ] |
| 18  | 31. März 2015 | Mexiko                  | 20:20 (7:10)  | Salinas       | Nor.Ca.-Meisterschaft 2015   |                                                     | [ 3 ] |
| 19  | 1. Apr. 2015  | Puerto Rico             | 27:26 (13:12) | Salinas       | Nor.Ca.-Meisterschaft 2015   |                                                     | [ 3 ] |
| 20  | 2. Apr. 2015  | Martinique              | 22:19 (11:10) | Salinas       | Nor.Ca.-Meisterschaft 2015   |                                                     | [ 3 ] |
| 21  | 4. Apr. 2015  | Kuba                    | 24:32 (8:18)  | San Juan      | Nor.Ca.-Meisterschaft 2015   |                                                     | [ 3 ] |
| 22  | 5. Apr. 2015  | Vereinigte Staaten      | 23:27 (14:10) | San Juan      | Nor.Ca.-Meisterschaft 2015   | Grönland erreicht den 4. Platz unter 6 Teilnehmern  | [ 3 ] |
| 23  | 21. Mai 2015  | Paraguay                | 18:25 (10:9)  | Havanna       | Panamerikameisterschaft 2015 |                                                     | [ 4 ] |
| 24  | 22. Mai 2015  | Venezuela               | 26:26 (13:10) | Havanna       | Panamerikameisterschaft 2015 |                                                     | [ 4 ] |
| 25  | 23. Mai 2015  | Brasilien               | 12:32 (6:18)  | Havanna       | Panamerikameisterschaft 2015 |                                                     | [ 4 ] |
| 26  | 24. Mai 2015  | Vereinigte Staaten      | 28:22 (14:14) | Havanna       | Panamerikameisterschaft 2015 |                                                     | [ 4 ] |
| 27  | 25. Mai 2015  | Puerto Rico             | 26:27 (13:11) | Havanna       | Panamerikameisterschaft 2015 |                                                     | [ 4 ] |
| 28  | 27. Mai 2015  | Mexiko                  | 19:17 (9:8)   | Havanna       | Panamerikameisterschaft 2015 |                                                     | [ 4 ] |
| 29  | 28. Mai 2015  | Uruguay                 | 21:27 (12:11) | Havanna       | Panamerikameisterschaft 2015 | Grönland erreicht den 6. Platz unter 12 Teilnehmern | [ 4 ] |
| 30  | 30. März 2017 | Dominikanische Republik | 22:25 (11:12) | Río Grande    | Nor.Ca.-Meisterschaft 2017   |                                                     | [ 5 ] |
| 31  | 31. März 2017 | Vereinigte Staaten      | 23:25 (10:14) | Río Grande    | Nor.Ca.-Meisterschaft 2017   |                                                     | [ 5 ] |
| 32  | 1. Apr. 2017  | Puerto Rico             | 27:32 (12:16) | Río Grande    | Nor.Ca.-Meisterschaft 2017   |                                                     | [ 5 ] |
| 33  | 2. Apr. 2017  | Vereinigte Staaten      | 18:20 (9:10)  | Río Grande    | Nor.Ca.-Meisterschaft 2017   |                                                     | [ 5 ] |
| 34  | 3. Apr. 2017  | Dominikanische Republik | 27:32 (11:13) | Río Grande    | Nor.Ca.-Meisterschaft 2017   | Grönland erreicht den 4. und letzten Platz          | [ 5 ] |
| 35  | 28. Mai 2019  | Vereinigte Staaten      | 22:22 (9:10)  | Mexiko-Stadt  | Nor.Ca.-Meisterschaft 2019   |                                                     | [ 6 ] |
| 36  | 29. Mai 2019  | Kuba                    | 17:25 (11:12) | Mexiko-Stadt  | Nor.Ca.-Meisterschaft 2019   |                                                     | [ 6 ] |
| 37  | 30. Mai 2019  | Kanada                  | 45:21 (26:10) | Mexiko-Stadt  | Nor.Ca.-Meisterschaft 2019   |                                                     | [ 6 ] |
| 38  | 1. Juni 2019  | Puerto Rico             | 25:29 (12:11) | Mexiko-Stadt  | Nor.Ca.-Meisterschaft 2019   |                                                     | [ 6 ] |
| 39  | 2. Juni 2019  | Dominikanische Republik | 22:20 (14:10) | Mexiko-Stadt  | Nor.Ca.-Meisterschaft 2019   | Grönland erreicht den 3. Platz unter 7 Teilnehmern  | [ 6 ] |
| 40  | 22. Aug. 2021 | Mexiko                  | 33:27 (17:12) | Elgin         | Nor.Ca.-Meisterschaft 2021   |                                                     | [ 7 ] |
| 41  | 23. Aug. 2021 | Vereinigte Staaten      | 28:18 (11:10) | Elgin         | Nor.Ca.-Meisterschaft 2021   |                                                     | [ 7 ] |
| 42  | 24. Aug. 2021 | Puerto Rico             | 26:23 (10:8)  | Elgin         | Nor.Ca.-Meisterschaft 2021   |                                                     | [ 7 ] |
| 43  | 25. Aug. 2021 | Puerto Rico             | 24:34 (10:18) | Elgin         | Nor.Ca.-Meisterschaft 2021   | Grönland erreicht den 2. Platz unter 4 Teilnehmern  | [ 7 ] |
| 44  | 5. Juni 2023  | Kanada                  | 30:19 (14:8)  | Nuuk          | Nor.Ca.-Meisterschaft 2023   |                                                     | [ 8 ] |
| 45  | 6. Juni 2023  | Kuba                    | 25:19 (12:13) | Nuuk          | Nor.Ca.-Meisterschaft 2023   |                                                     | [ 8 ] |
| 46  | 7. Juni 2023  | Vereinigte Staaten      | 27:12 (16:5)  | Nuuk          | Nor.Ca.-Meisterschaft 2023   |                                                     | [ 8 ] |
| 47  | 10. Juni 2023 | Mexiko                  | 24:22 (14:8)  | Nuuk          | Nor.Ca.-Meisterschaft 2023   |                                                     | [ 8 ] |
| 48  | 11. Juni 2023 | Kanada                  | 17:15 (9:6)   | Nuuk          | Nor.Ca.-Meisterschaft 2023   | Grönland erreicht den 1. Platz unter 5 Teilnehmern  | [ 8 ] |
| 49  | 29. Nov. 2023 | Norwegen                | 11:43 (7:19)  | Stavanger     | Weltmeisterschaft 2023       |                                                     | [ 9 ] |
| 50  | 1. Dez. 2023  | Südkorea                | 16:27 (6:15)  | Stavanger     | Weltmeisterschaft 2023       |                                                     | [ 9 ] |
| 51  | 3. Dez. 2023  | Österreich              | 23:43 (13:20) | Stavanger     | Weltmeisterschaft 2023       |                                                     | [ 9 ] |
| 52  | 7. Dez. 2023  | Island                  | 14:37 (8:18)  | Frederikshavn | Weltmeisterschaft 2023       |                                                     | [ 9 ] |
| 53  | 9. Dez. 2023  | Volksrepublik China     | 24:32 (8:17)  | Frederikshavn | Weltmeisterschaft 2023       |                                                     | [ 9 ] |
| 54  | 11. Dez. 2023 | Paraguay                | 19:21 (9:11)  | Frederikshavn | Weltmeisterschaft 2023       |                                                     | [ 9 ] |
| 55  | 13. Dez. 2023 | Iran                    | 23:28 (12:12) | Frederikshavn | Weltmeisterschaft 2023       | Grönland erreicht den 32. und letzten Platz         | [ 9 ] |

## Länderspielbilanz
| Gegner                  | Spiele | S | U | N | Tore    |
| ----------------------- | ------ | - | - | - | ------- |
| Argentinien             | 2      | 1 | 0 | 1 | 37:48   |
| Brasilien               | 3      | 0 | 0 | 3 | 49:98   |
| Volksrepublik China     | 1      | 0 | 0 | 1 | 24:32   |
| Dominikanische Republik | 3      | 1 | 0 | 2 | 71:77   |
| Iran                    | 1      | 0 | 0 | 1 | 23:28   |
| Island                  | 2      | 0 | 0 | 2 | 30:74   |
| Japan                   | 1      | 0 | 0 | 1 | 19:27   |
| BR Jugoslawien          | 1      | 0 | 0 | 1 | 13:35   |
| Kanada                  | 3      | 3 | 0 | 0 | 92:55   |
| Kolumbien               | 2      | 2 | 0 | 0 | 70:26   |
| Kuba                    | 4      | 1 | 0 | 3 | 87:98   |
| Martinique              | 1      | 1 | 0 | 0 | 22:19   |
| Mexiko                  | 5      | 4 | 1 | 0 | 123:112 |
| Norwegen                | 1      | 0 | 0 | 1 | 11:43   |
| Österreich              | 2      | 0 | 0 | 2 | 43:77   |
| Paraguay                | 2      | 0 | 0 | 2 | 37:46   |
| Puerto Rico             | 6      | 2 | 0 | 4 | 155:171 |
| Russland                | 1      | 0 | 0 | 1 | 13:29   |
| Südkorea                | 2      | 0 | 0 | 2 | 28:54   |
| Uruguay                 | 3      | 0 | 0 | 3 | 54:69   |
| Venezuela               | 1      | 0 | 1 | 0 | 26:26   |
| Vereinigte Staaten      | 8      | 3 | 2 | 3 | 195:172 |

## Liste der Spiele vor 1998
Der Hondbóltssamband Føroya (HSF) und Handknattleikssamband Íslands (HSÍ) werten die Spiele vor 1998 gegen Grönland ebenfalls als Länderspiele.
| Nr. | Datum         | Ergebnis | Gegner | Austragungsort | Anlass                  | Bemerkungen                                        | Beleg  |
| --- | ------------- | -------- | ------ | -------------- | ----------------------- | -------------------------------------------------- | ------ |
| 1   | 18. Nov. 1980 | 12:13    | Färöer | Tórshavn       | Freundschaftsspiel      | 1. Länderspiel der Geschichte                      | [ 10 ] |
| 2   | 21. Nov. 1980 | 09:11    | Färöer | Klaksvík       | Freundschaftsspiel      |                                                    | [ 10 ] |
| 3   | 2. Okt. 1996  | 20:27    | Färöer | Nuuk           | Nordische Meisterschaft |                                                    | [ 11 ] |
| 4   | 3. Okt. 1996  | 15:22    | Färöer | Nuuk           | Nordische Meisterschaft |                                                    | [ 11 ] |
| 5   | 5. Okt. 1996  | 22:26    | Island | Nuuk           | Nordische Meisterschaft |                                                    | [ 11 ] |
| 6   | 6. Okt. 1996  | 14:24    | Island | Nuuk           | Nordische Meisterschaft | Grönland erreicht den 3. Platz unter 3 Teilnehmern | [ 11 ] |